# Rhododendron hasegawae
Rhododendron hasegawae är en ljungväxtart som beskrevs av Sadamoto Watanabe. Rhododendron hasegawae ingår i släktet rododendron, och familjen ljungväxter. Inga underarter finns listade i Catalogue of Life.